# Agullent (kommun)
Agullent är en kommun i Spanien.   Den ligger i provinsen Província de València och regionen Valencia, i den östra delen av landet, 300 km sydost om huvudstaden Madrid. Antalet invånare är 2 465. Arean är 16,2 kvadratkilometer. Agullent gränsar till Aielo de Malferit, Albaida, Benissoda, Ontinyent, Alfafara och Agres. 
Terrängen i Agullent är platt åt nordväst, men åt sydost är den kuperad.